# Шлях пахощів

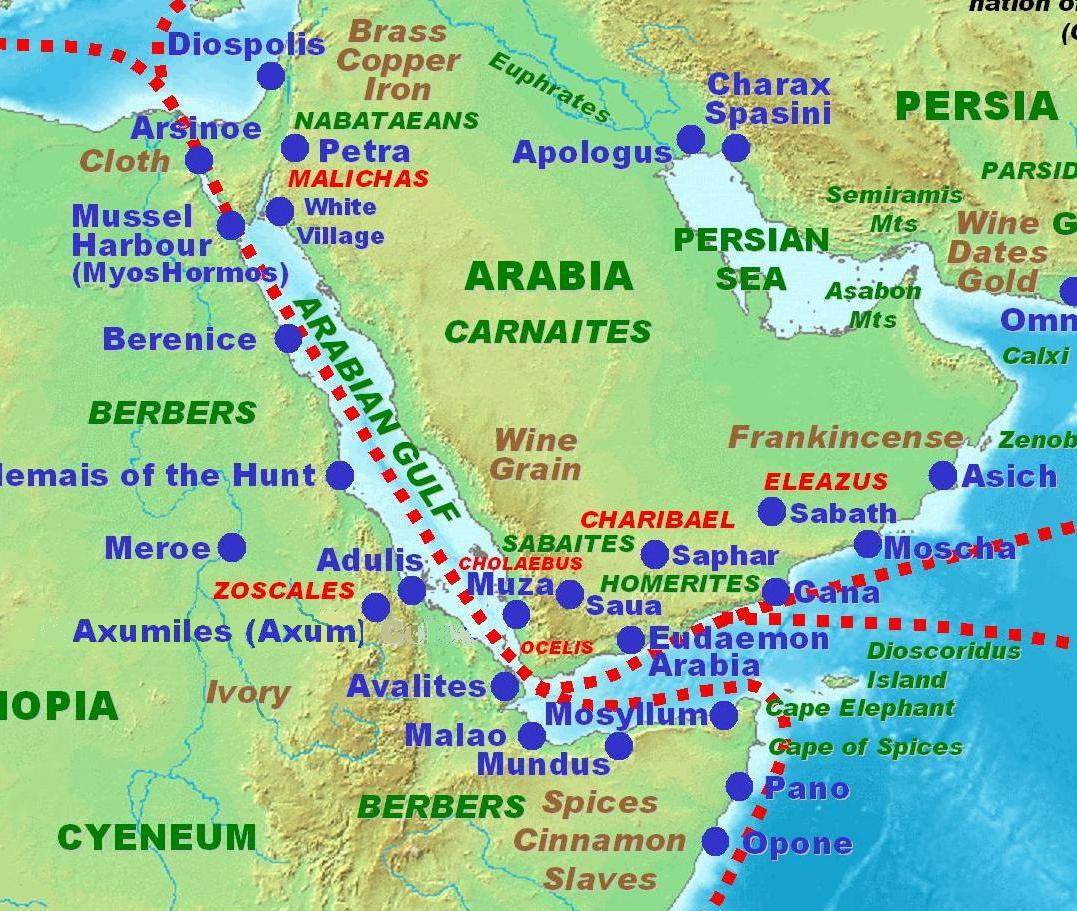
Території навколо Аравійського півострова згідно з Periplus Maris Erythraei.

Шлях па́хощів (або ж ла́данний шлях) — торговельний шлях, який в античності пов'язував південь Аравійського півострова з країнами Середземномор'я і Месопотамії. По ньому з давніх царств на території сучасних Ємена і Омана, а також з Африканського рогу і острова Сокотра, доставлялися в Середземномор'я і Межиріччя цінні пахощі — в основному південноаравійський ладан, смирна і африканські спеції.
Широке застосування пахощів на стародавньому Сході створювало великий попит на них і, отже, викликало велику торгівлю цими товарами, що й призвело до появи цього торгового шляху.

## Обхід суходільних шляхів у Греко-Римський період

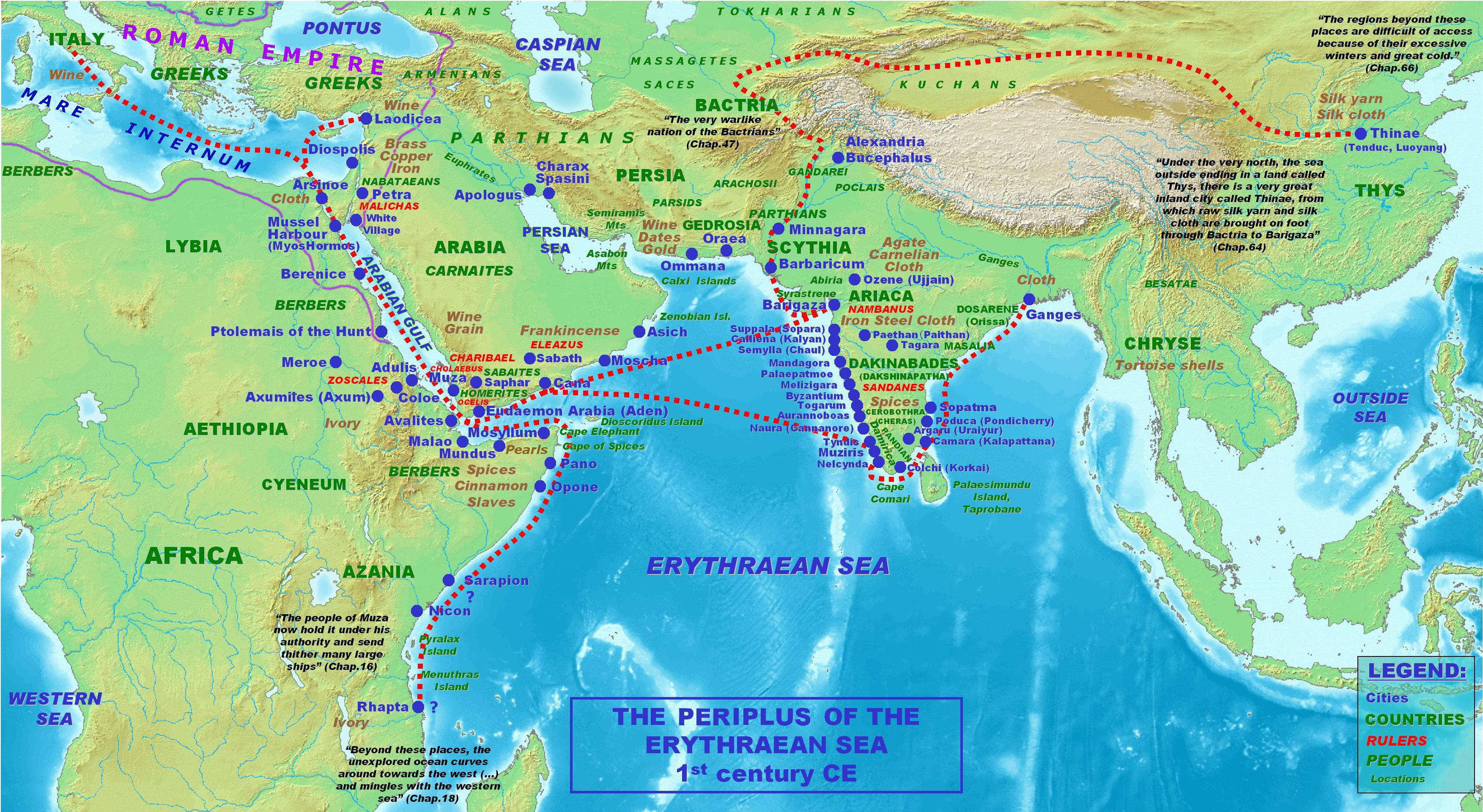
Римські морські торгові шляхи з Індією згідно з Periplus Maris Erythraei,1 століття. Римляни віддають перевагу швидшим і безпечнішим морським шляхам

Набатейці захопили Петру, яка стояла на півдорозі між відкриттям в затоку Акаба і Мертвого моря в точці, де шлях пахощів з Аравії в Дамаск перетинав сухопутний маршрут з Індії до Єгипту. Ця позиція дала набатейцям владу над торгівлею вздовж маршруту пахощів. Для того, щоб звільнити дорогу пахощів з-під контролю набатейців, Антигон Циклоп, імператор Сирії і Палестини, здійснив військові походи, але безуспішно, контроль набатейців над торгівлею збільшився і поширився в багатьох напрямках. Заміна Греції Римською імперією як адміністратора басейну Середземного моря привела до відновлення прямої торгівлі зі Сходом і відміну податків, що раніше стягувалися посередниками на півдні. За словами історика «Південні араби на знак протесту здійснили піратські напади на римські кораблі в Аденській затоці. У відповідь на це римляни зруйнували Аден і віддали перевагу західному абісинському узбережжю Червоного моря». Монополія парфянських і арабських посередників ослабла, змушуючи їх скорегувати свої ціни, щоб конкурувати на ринку з римськими товарами, які тепер поставлялися прямим морським шляхом до Індії. Індійські кораблі, які йшли в Єгипет морськими шляхами з Південної Азії не були під контролем однієї держави.

## Занепад

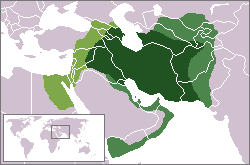
Зеленим: Імперія Сасанідів з 602 до 629

Згідно з історичними свідченнями:Третє століття, таким чином, як видається, значний час в історії ладанної торгівлі в Аравії. Під час політичної й економічної кризи цього століття характер торгівлі різко змінився; до того часу ладанний шлях з Південної Аравії, схоже, продовжував функціонувати. Значна частина цієї торгівлі, здається, була доведена до зупинки через несприятливі економічні умови третього століття, однак, коли економічна ситуація покращилася знову (під час Тетрархії), багато що змінилося.
Наприкінці 6 століття Ісидором Севільським перелічені пахощі, які як і раніше імпортуються в Іспанію. З ароматичних дерев (Arboris aromaticis): мирра, перець, кориця і касія; з ароматичних трав (Herbis aromaticis): нард, шафран, кардамон.
Інші були доступні в Іспанії: чебрець, алое, троянда, фіалка, лілія, тирлич, полин, кріп та інші.

Арабський халіфат.
Пророк Мухаммед, 622-632
Патріарший Халіфат, 632-661
Омеядський халіфат, 661-750

Після римсько-перських воєн, території, що були під Римсько-Візантійською імперією були захоплені Хосровом I з Перської Сасанідської династії. Араби, на чолі з Амр ібн аль-Асом, просунулись до Єгипту наприкінці 639 або початку 640 рр..
Це досягнення започаткувало ісламське завоювання Єгипту і падіння порту Александрія , що використовувався для забезпечення безпечної торгівлі з Індією греко-римського світу з династії Птолемеїв

Нарешті, турки завоювавши Константинополь в 15 ст., заклали тим самим початок турецького контролю над найпрямішими торговельними маршрутами між Європою і Азією.

## Сучасність
У 2005 році рішенням ЮНЕСКО ділянка Дороги пахощів на території Ізраїлю була включена в список об'єктів Всесвітньої спадщини ЮНЕСКО в Азії. Ця ділянка має у своєму складі руїни чотирьох набатейських міст: Авдат, Халуца, Мамшіт та Шівта.

## Галерея

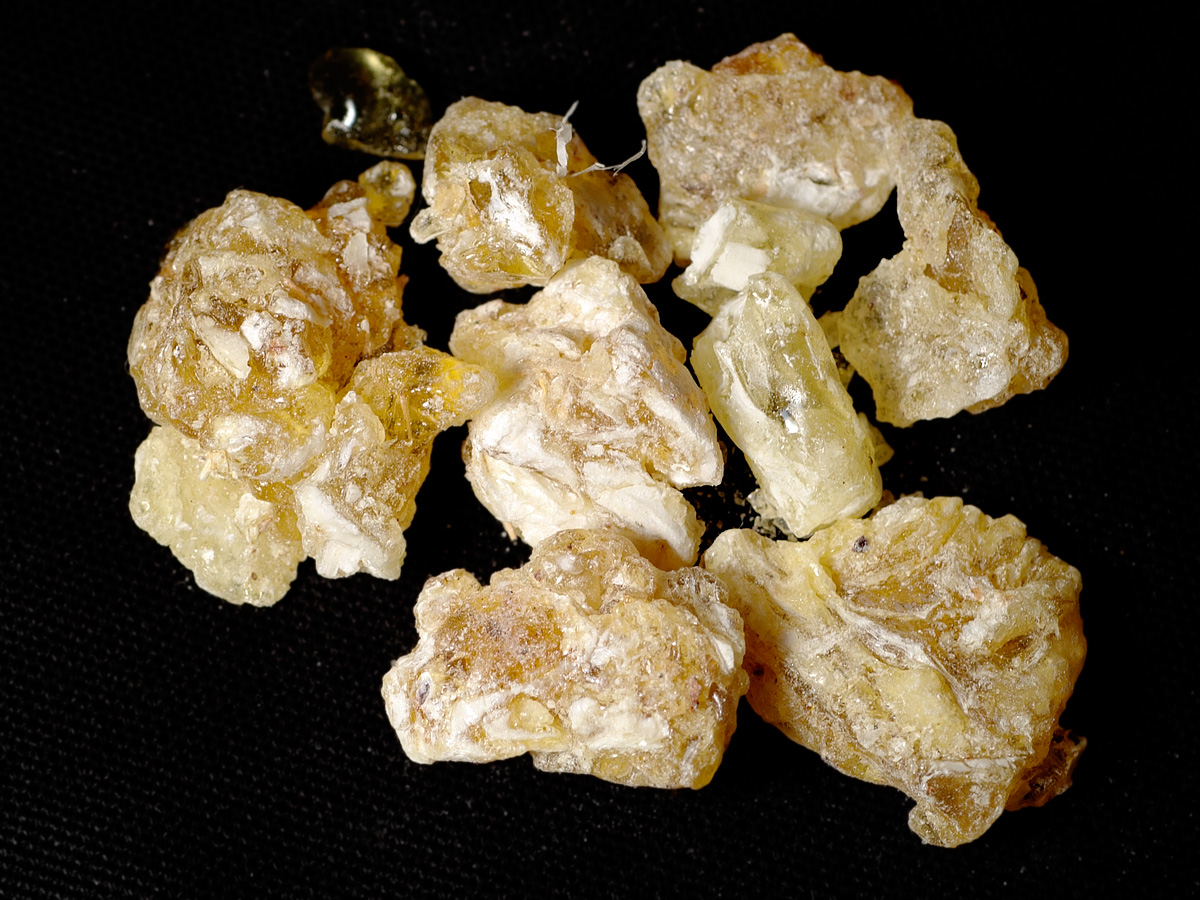
Ладан
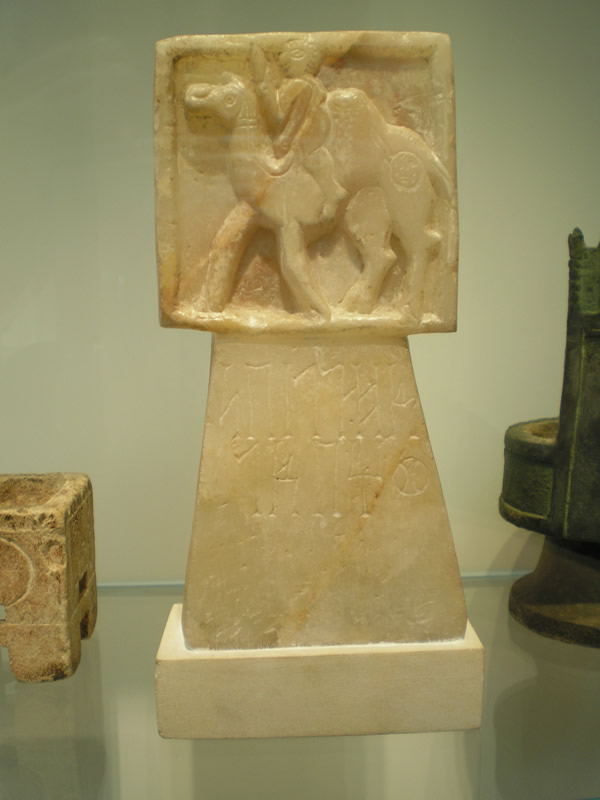
Ладаноспалювач
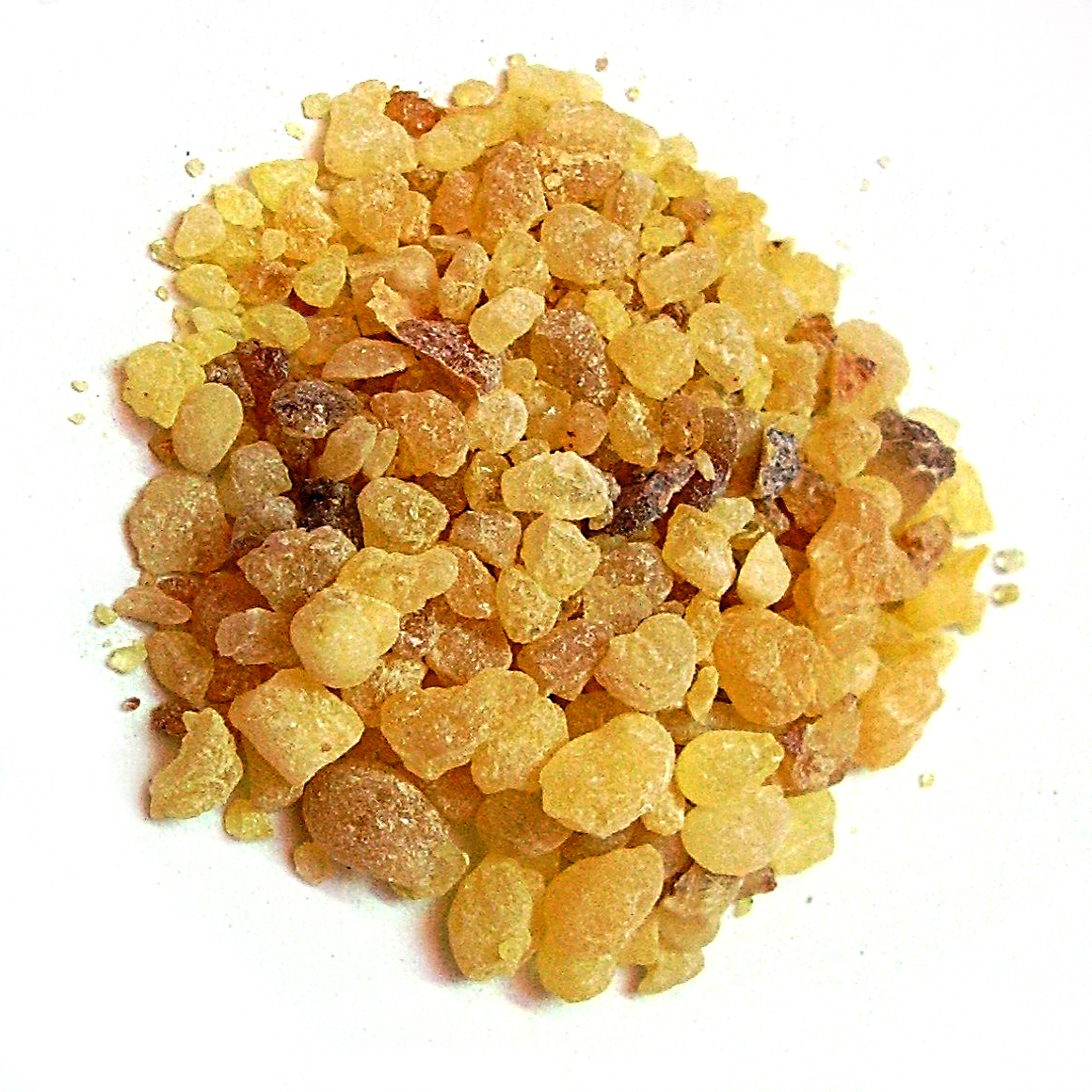
Ладан
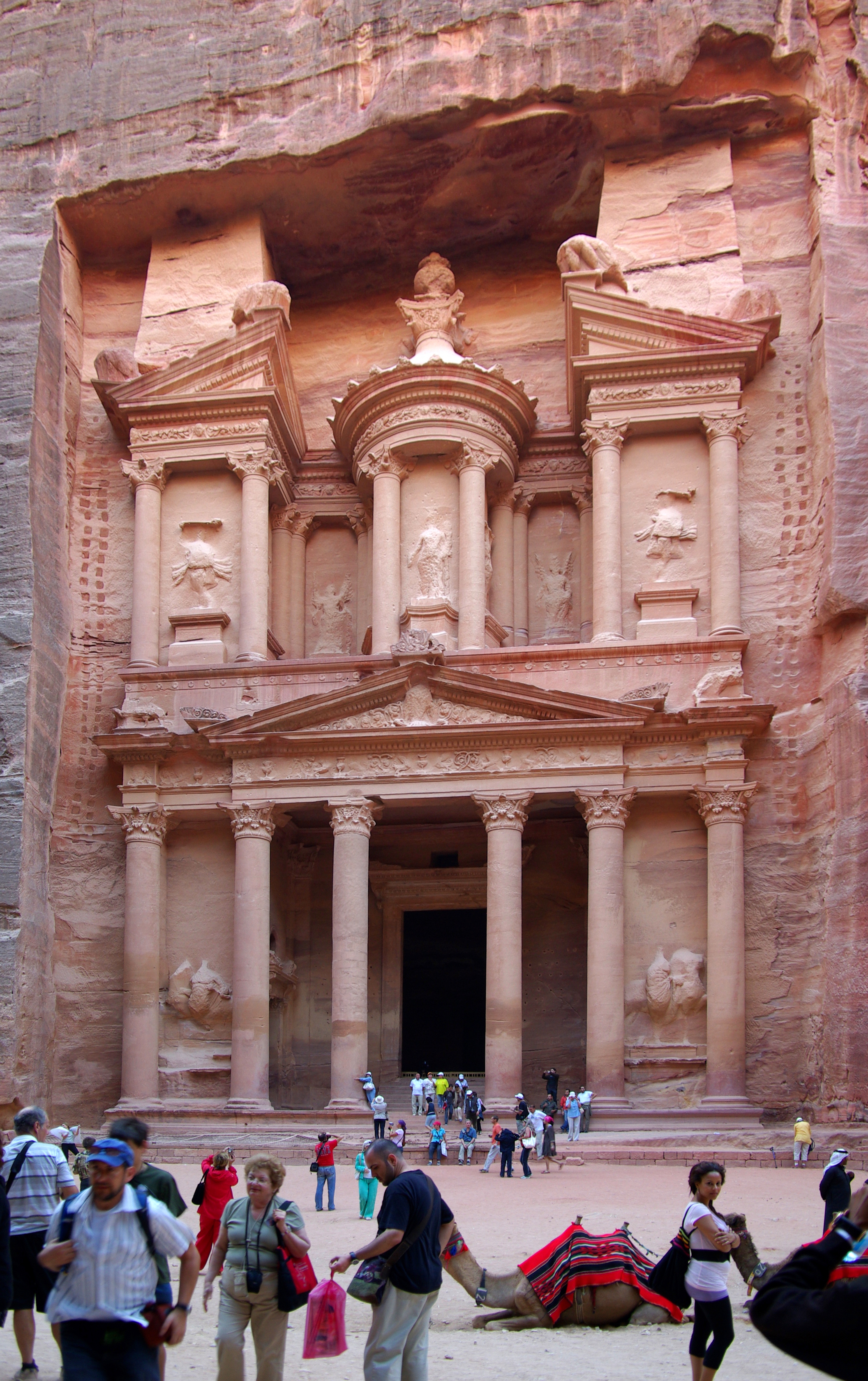
Петра отримувала величезні прибутки за рахунок караванної торгівлі
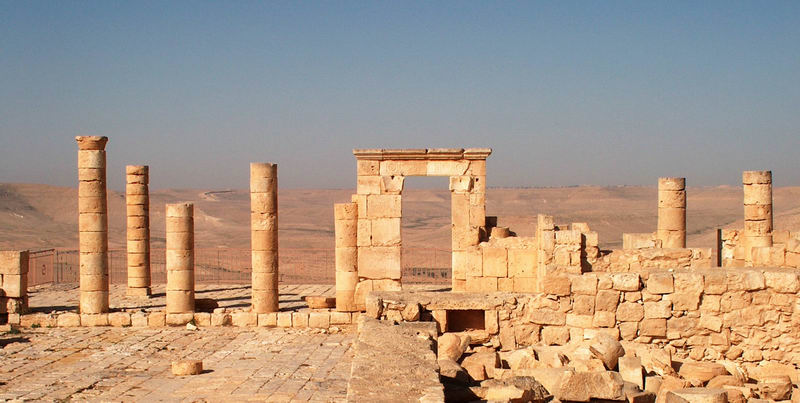
Руїни Авдату — конкурента Петри
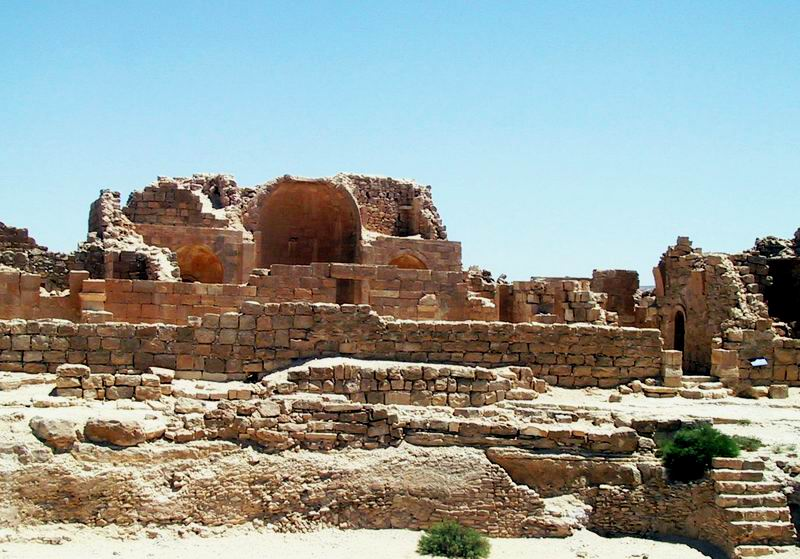
Шивта - місто шляху пахощів у пустелі Негев
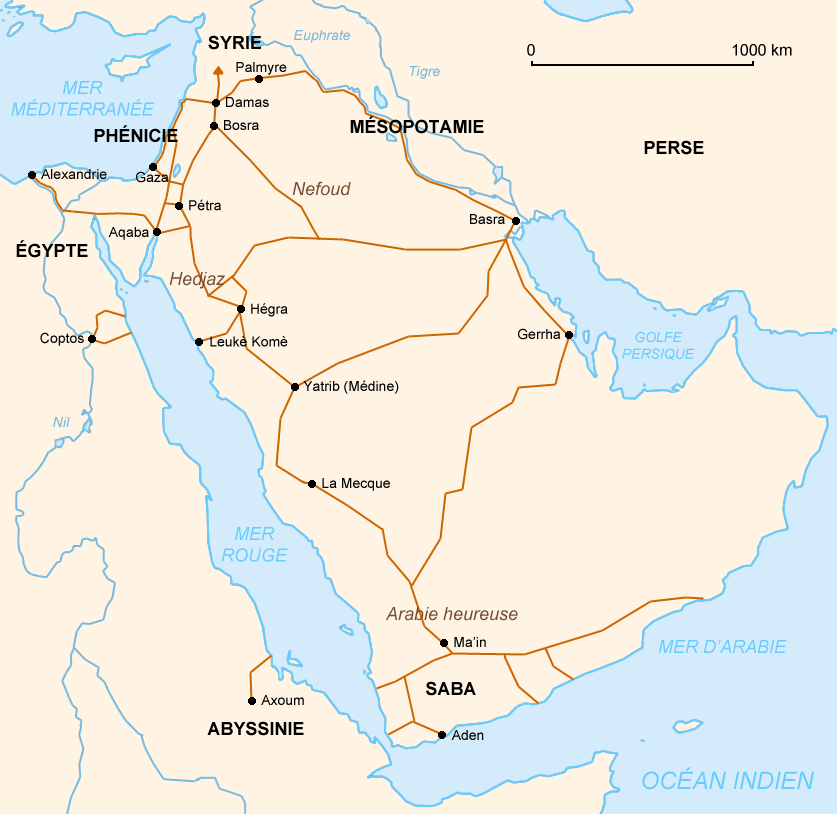
Набатейські торгові шляхи
Королівство Аксум та його сусіди